# 达里尔·珀金斯
达里尔·珀金斯（英語：Daryl Perkins，1943年4月20日—），澳大利亚男子自行车运动员。他曾代表澳大利亚参加1966年和1970年英联邦运动会自行车比赛，其中1966年大英帝国和英联邦运动会获得一枚铜牌。